# Alif
| Alif | Alif               |
| Aussprache | Aussprache         |
| --- | ------------------ |
| Standardaussprache | [ʔ]                |
| Entsprechungen |                    |
| hebräisch | א                  |
| phönizisch | 𐤀                  |
| aramäisch | 𐡀                  |
| syrisch | ܐ                  |
| Transkription |                    |
| Transkription | ʻ                  |
| \| Kodierung \| Kodierung \| \| -------------- \| ------------------ \| \| Majuskel \| \| \| Unicode-Nummer \| U+0627 \| \| Unicode-Name \| ARABIC LETTER ALIF \| \| HTML \| &#1488; \| \| HTML-Entität \| &Alef; \| |                    |
| Kodierung |                    |
| Majuskel |                    |
| Unicode-Nummer | U+0627             |
| Unicode-Name | ARABIC LETTER ALIF |
| HTML | &#1488;            |
| HTML-Entität | &Alef;             |

Das Alif, ألف alif, ist der erste Buchstabe des arabischen Alphabets. Zusammen mit dem hebräischen Aleph, dem griechischen Alpha und dem lateinischen A stammt es vom phönizischen Aleph ab. Ihm ist der Zahlenwert 1 zugeordnet.

## Lautwert und Umschrift
Alif dient entweder der Vokallängung des /a/ oder als Trägerbuchstabe für den Stimmabsatz Hamza ء und kann so am Wortanfang für die kurzen Vokale /a, i, u/ stehen. In einigen Fällen bleibt es stumm (so z. B. bei der 3. Person Plural maskulin des Perfekts (كتبوا - katabū – sie schrieben)).

### Alif zur Vokallängung
Alif kann der Längung eines Fatha dienen. Es erfüllt dann praktisch die Funktion eines langen Vokals, nämlich des offenen „A“-Lauts (wie in „Abend“). In diesem Fall wird es in der DMG-Umschrift als „a“ mit einem Strich darüber wiedergegeben (ā).

### Alif als Trägerbuchstabe
Alif ist insbesondere am Wortanfang häufig der Trägerbuchstabe für den Stimmabsatz Hamza ء. Dieses Hamza drückt den Stimmabsatz aus und benötigt in den meisten Fällen einen Träger; während dies im Wortinneren oder -ende auch Wāw و oder ein Yā' ي sein kann, ist am Wortanfang immer Alif der Hamza-Träger.
Das Hamza wird abhängig vom folgenden Vokal auf das Alif oder unter das Alif gesetzt. Dabei steht أ für /a, u/ und إ für /i/.
Am Wortanfang wird das Hamza meist jedoch fortgelassen, insbesondere beim bestimmten Artikel al- ال. Man schreibt dann nur das Alif ا (Ausnahmen sind das Hamzat qatʿ und Madda).
Alif als Trägerbuchstabe bleibt in der Umschrift unbezeichnet, da es keine eigene Lautqualität besitzt.

### Stummes Alif
In bestimmten Verbformen hat Alif am Wortende keine phonologische, sondern eine morphologische Funktion; bei Substantiven dient es am Wortende als Träger der unbestimmten Akkusativendung (-an); stumm ist es auch in einzelnen Wörtern wie مائة (mi'a, „hundert“).

## Ligatur Lām-Alif
Geht dem Alif ein Lām voran, wird statt der Schreibung لـا die Ligatur لا (Lām-Alif) verwendet.

## Kleines Alif

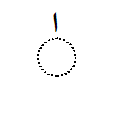
Alif als Hilfszeichen

Im heutigen Arabisch gibt es eine Handvoll Wörter, die ein langes a (ā) enthalten, das jedoch nicht geschrieben wird. Soll das ā wiedergegeben werden, kann ein kleines Alif auf den vorangehenden Konsonanten (als Kreis dargestellt) gesetzt werden.
Beispielwörter:
- اللّٰه Allāh ‚Gott‘; إِلٰه ilāh ‚Gottheit‘
- رَحْمٰن rahmān ‚gnädig‘
- هٰذَا hādhā ‚dieser‘; هٰذِهِ hādhihi ‚diese‘
- ذٰلِكَ dhālika ‚jener‘
- هٰكَذَا hākadhā ‚so‘
- لٰكِنْ lākin ‚aber‘

## Tiefgestelltes Alif

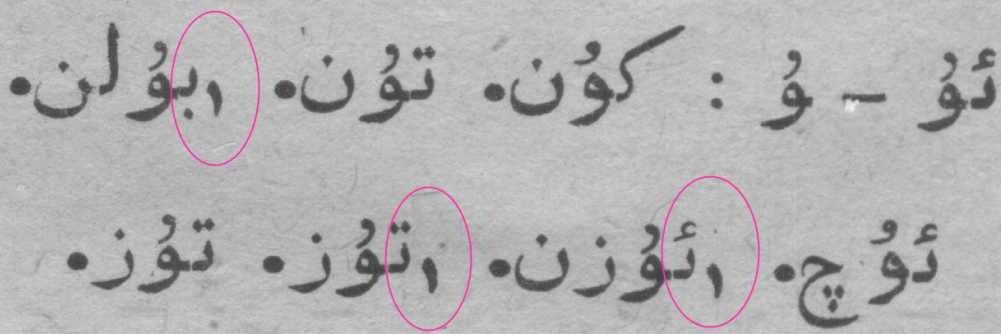
Tiefgestelltes Alif in einem tatarischen Text von 1925

Das tatarische Alphabet Yaña imlâ („Neues Alphabet“), eine 1920–1927 zur Schreibung des Tatarischen verwendete Variante des arabischen Alphabets, enthält eine tiefgestellte Form des Alif. Die tatarische Sprache verwendet eine „vordere“ Reihe von Vokalen (jeweils aktuelle lateinische/kyrillische Schreibweise: e/э, ıy(i)/ый, ö/ө, ü/ү, ä/ə) und eine „hintere“ (ı/ы, i/и, o/о, u/у, a/a). Nach den Regeln der Vokalharmonie kommen in tatarischen Wörtern nur Vokale jeweils einer Reihe vor. Das Yaña imlâ verwendet nun für die „vordere“ und „hintere“ Variante eines Vokals das gleiche Schriftzeichen (mit Ausnahme des Paars a/ä, da diese Vokale in Fremdwörtern aus dem Arabischen vorkommen, die nicht der Vokalharmonie-Regel unterliegen). Das tiefgestellte Alif wird nun Wörtern vorangestellt, die Vokale der „hinteren“ Reihe enthalten, während sein Fehlen anzeigt, dass die Vokale des Wortes der „vorderen“ Reihe zugehören.
In ähnlicher Weise wurde das tiefgestellte Alif 1923–1930 in der Schreibung des Baschkirischen verwendet.
Das tiefgestellte Alif geht keine Verbindung mit dem ersten Buchstaben des Wortes ein, seine Glyphe entspricht also immer der der isolierten Form des Alif.
Bei der Sortierung gilt das tiefgestellte Alif als Hilfszeichen, es hat also keine Position im Alphabet. Es wird nur dann berücksichtigt, wenn zwei Wörter ansonsten völlig gleich geschrieben werden, in diesem Fall folgt das mit tiefgestelltem Alif beginnende Wort direkt auf das ohne.

## Alif in Unicode
| Unicode      | U+0627             |
| Unicode-Name | arabic letter alef |
| HTML         | &#1575;            |
| ISO 8859-6   | 0xc7               |

Auch das hochgestellte Alif ist kodifiziert, wird jedoch in einigen Schriftarten nicht dargestellt.
| Unicode      | U+0670                         |
| Unicode-Name | arabic letter superscript alef |
| HTML         | &#1648;                        |
| ISO 8859-6   | nicht vorhanden                |

Das tiefgestellte Alif ist im Unicode-Standard seit Version 7.0 enthalten.
| Unicode      | U+08AD                 |
| Unicode-Name | arabic letter low alef |
| HTML         | &#2221;                |
| ISO 8859-6   | nicht vorhanden        |